# Joseph Bocamy
Joseph Bocamy (Sant Andreu de Sureda, 25 de maig del 1823 - Perpinyà, 16 de juny del 1886) va ser un metge perpinyanenc que descrigué diverses epidèmies que afectaren el Rosselló entre 1854 i 1871.

## Biografia
Va fer els seus estudis al Col·legi Reial de Perpinyà, i el 1842 es traslladà a Montpeller a fer-hi la carrera de medicina: s'hi acabà doctorant el 28 de desembre del 1849. Al maig del 1846 havia guanyat el concurs per ser cap intern dels hospitals de Toló. Entre el 1849 i el 1850 amplià la seva formació amb cursos dels grans mestres i fent observacions clíniques a hospitals de París. Tornà a Perpinyà per a fixar-hi definitivament la seva consulta; la va exercir amb tant d'èxit que fou nomenat, successivament, inspector mèdic de les sales d'asil, metge delegat per a afers medicolegals, metge de les epidèmies, metge adjunt dels hospicis i professor dels cursos de preparació al part.
La seva actuació com a metge de les epidèmies s'inicià ben aviat després de ser-ne nomenat, el juliol del 1854, a causa d'una epidèmia de còlera. Bocamy ja n'havia experimentat una a Toló, on el seu paper li valgué que Napoleó III li atorgués una medalla d'or. En l'epidèmia del 1854 es distingí en la seva tasca a Perpinyà i a Ceret. Hom el recompensà amb dues medalles d'argent, els anys 1858 i 1866, i en un quart episodi el 1884, amb una segona medalla d'or. Adreçà a l'Acadèmia de Medecina de París diverses memòries sobre les epidèmies de còlera esmentades, més la de verola a Perpinyà del 15 de juliol del 1869 al març del 1870, i d'una de febre miliar a Toluges el 1871. També fou autor de diversos llibres de tema mèdic.
Va ser conseller municipal de Perpinyà, i ocupà el càrrec d'adjunt a l'alcaldia diversos anys. Fou nomenat cavaller de la legió d'Honor francesa, i la ciutat de Perpinyà li dedicà un carrer.

## Obres
- Quelques considérations générales sur le diagnostic médical Montpellier, 28 décembre 1849 [Tesi doctoral]
- Quelques réflexions sur 4 causes déterminantes du choléra asiatique Montpellier: impr. Ricard, 1852 (extret de la Gazette médicale de Montpellier)
- Contagion des accidens syphilitiques secondaires, article a Gazette des hospitaux 29 (Paris, 1853)
- Bocamy, J. Rapport sur le choléra épidémique qui a sévi dans les Pyrénées-Orientales pendant les mois de juillet, août, septembre, octobre et novembre 1854, précédé de la Relation sommaire des épidémies du choléra qui ont régné dans le département des Pyrénées-Orientales en 1835 et 1837.  Perpinyà: imp. Mlle A. Tastu, 1856.[Enllaç no actiu]
- Rapport Général annuel adressé à M. le Préfet des Pyrénées-Orientales... sur le service des enfants assistés pendant l'année 1881 et le 1r semestre 1882 Perpignan: Impr. de l'Indépendant, 1882
- Rapport général annuel sur le service des enfants assistés pendant l'année 1882 et le 1r semestre 1883 Perpignan: Impr. de l'Indépendant, 1883
- Rapport concernant la protection des enfants du premier âge élevés hors du domicile des parents dans les Pyrénées-Orientales, pendant le premier semestre 1884 Perpignan: Impr. de l'Indépendant, 1885
- Rapport sur l'épidémie de choléra asiatique qui a régné à Perpignan, 1884 Perpignan: [s.n.], 1885
- Mémoire sur les caustiquesemployés dans les phlegmons diffus
- Mémoire sur un nouveau procéde pour l'ongle incarné
- Mémoire sur les opérations practiquées à l'aide de l'éther et du chloroforme
- Mémoire sur les injections iodées dans les caries osseuses
- Mémoire sur l'auscultation abssitricale
- Sur l'épidémie du choléra observée à Toulon
- Mémoire sur les causes du choléra
- Observations médicales diverses